# 平島義寛
平島 義寛（ひらしま よしひろ）は、江戸時代後期の武士。

## 生涯
第9代平島公方平島義根の子として阿波国平島に生まれる。義根は京都の文人と交流が多く何かと物入りのため、文化2年（1805年）に藩主蜂須賀治昭に加増願いを出したが断られたことなどから、阿波を出て京都に移り、足利姓に復した。『系図纂要』では、義寛が父と同行したかについてや、本人および子の没年については触れていない。
義寛は父と同行し京都に移り、その後は桜井家に仕えたという説もある。